# Tetrameriinae
Tetrameriinae T.F.Daniel, Kiel & McDade, 2021 è una sottotribù di piante angiosperme della tribù Justicieae (famiglia Acanthaceae).

## Etimologia
Il nome di questo gruppo fa riferimento al suo genere più importante Tetramerium Nees, 1845 il cui nome significa "fiore in quattro parti" (per la particolare forma quadripartita della corolla bilabiata).

## Descrizione

### Portamento

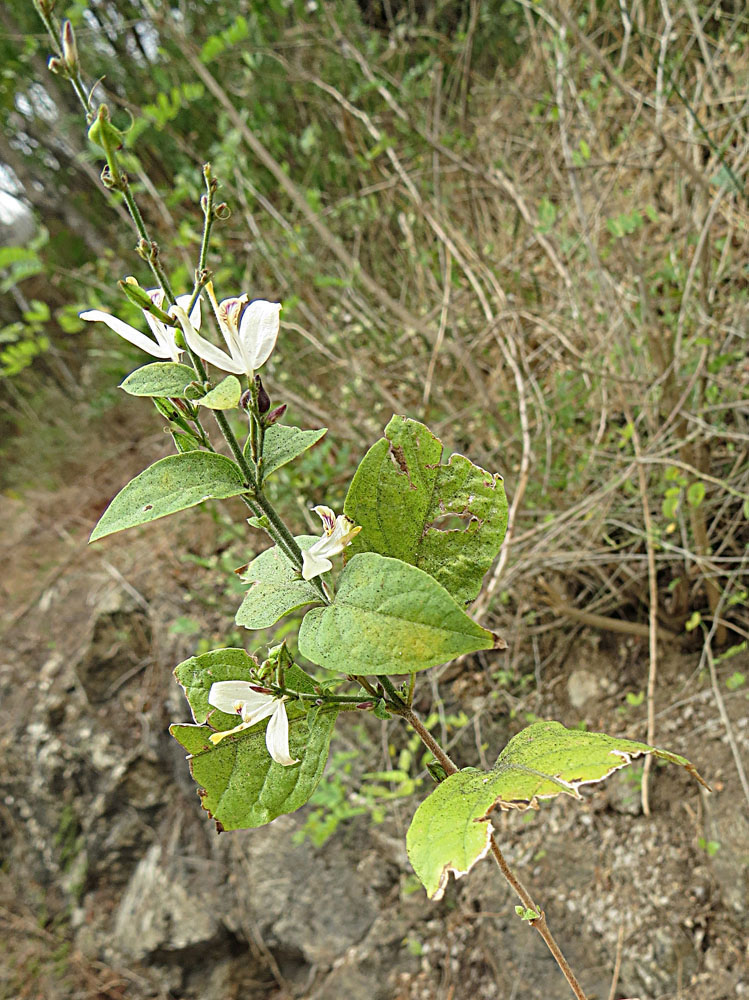
Il portamento
Carlowrightiana arizonica

Il portamento delle specie di questo gruppo di piante è erbaceo perenne o arbustivo (fino a 3 metri in Anisacanthus). Nelle varie parti vegetative sono presenti dei glicosidi fenolici spesso in composti iridoidi, alcaloidi e diterpenoidi; sono presenti inoltre cistoliti. Alcuni fusti hanno una sezione subquadrangolare (o eptagonale) a causa della presenza di fasci di collenchima posti nei quattro vertici; altrimenti sono più o meno cilindrici. In Fittonia i fusti sono piccoli carnosi e di colore verde chiaro.

### Foglie

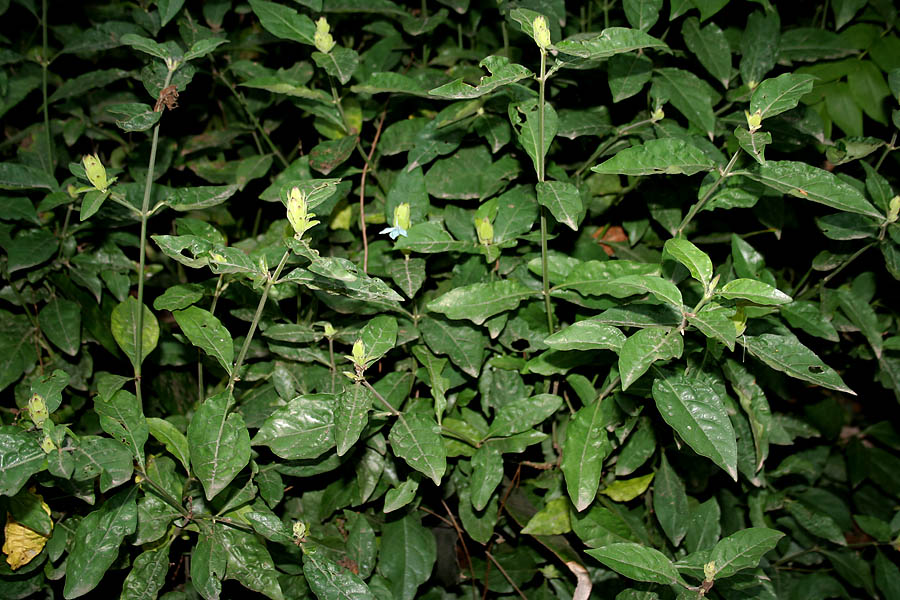
Le foglie
Ecbolium ligustrinum

Le foglie, picciolate o sessili, in posizione ascellare o terminale, lungo il caule sono disposte in modo opposto. La lamina è più o meno ovata con margini interi o leggermente ondulati, l'apice è acuminato e la base è ottusa.

### Infiorescenze

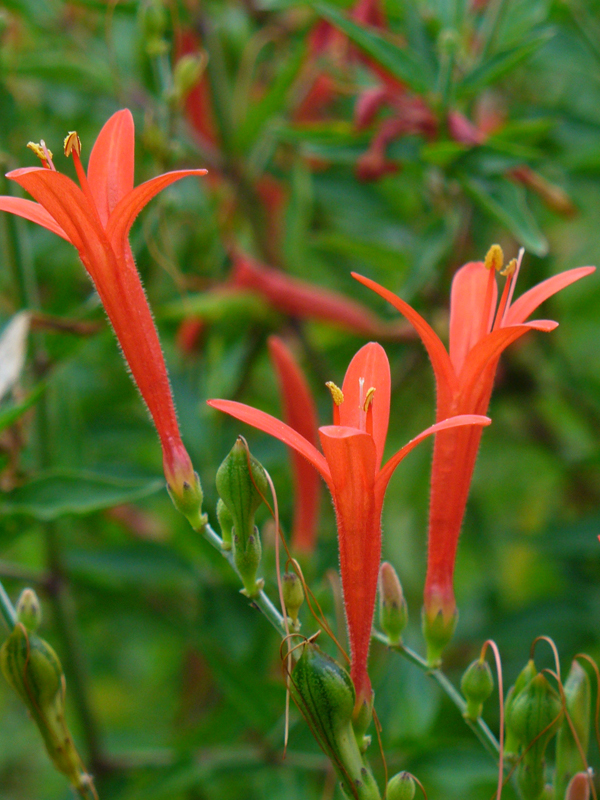
Infiorescenza
Anisacanthus quadrifidus

Le infiorescenze in genere sono terminali o disposte sui nodi dei rami fertili (a volte sono anche ascellari) e sono del tipo a spiga, tirsoide o pannocchia. In Angkalanthus le infiorescenze sono dei racemi posizionati alle estremità pendule dei rami (i fiori sono incurvati verso l'alto). In Ecbolium le infiorescenze sono di tipo strobilato con brattee caduche. In alcune specie i fiori sono pedicellati altrimenti sono sessili. Nelle infiorescenze sono presenti sia delle brattee (con forme da lanceolato-strette a lineari e a volte colorate di marrone-rossiccio) che bratteole simili alle brattee o più piccole. In Anisacanthus i fiori sono sottesi a una bratteola spatolata. In Ecbolium le brattee sono grandi e ricoprono il calice. In Schaueria le brattee sono filiformi.

### Fiori

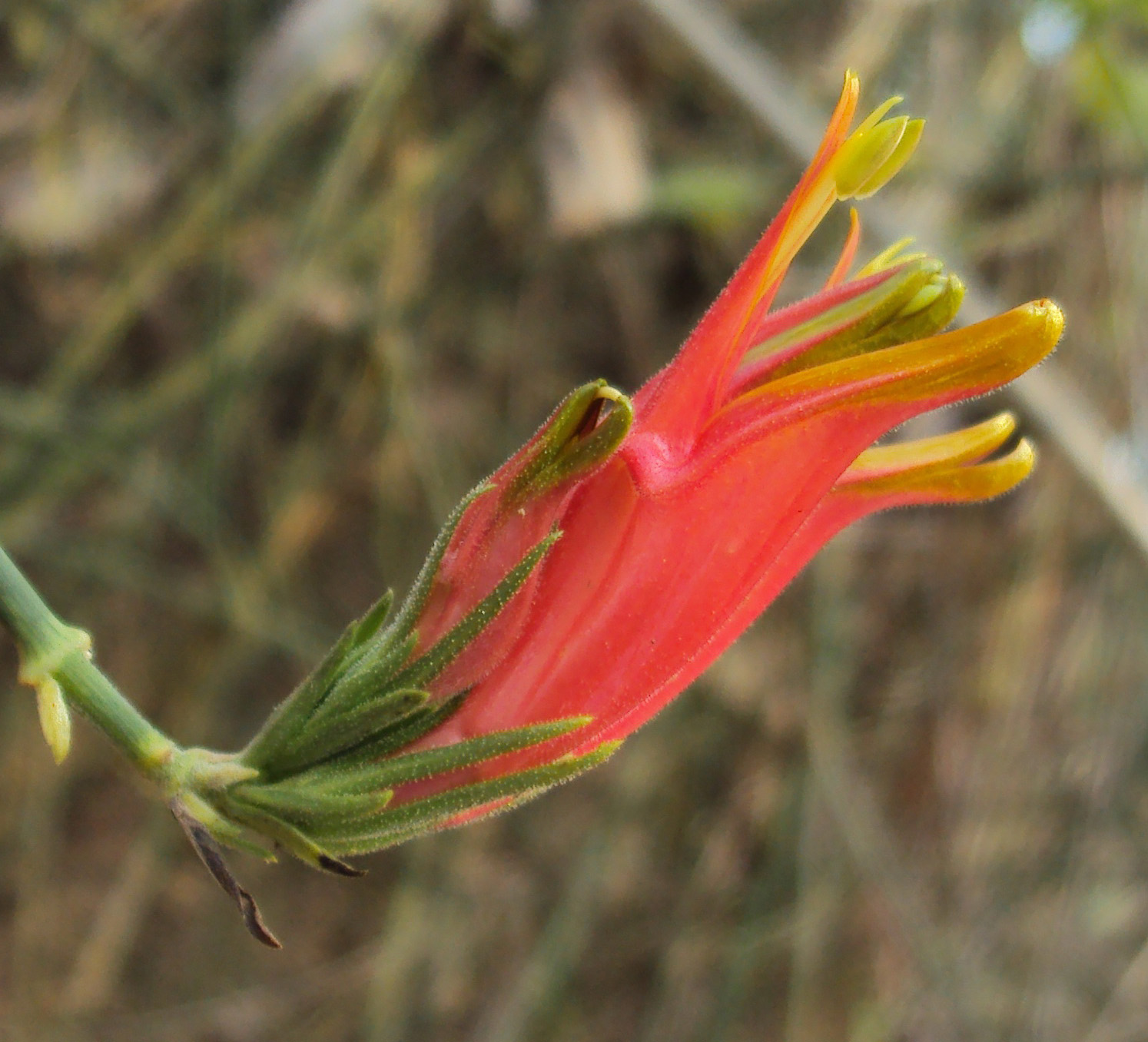
I fiori
Clinacanthus nutans

I fiori sono ermafroditi e zigomorfi; sono inoltre tetraciclici (ossia formati da 4 verticilli: calice– corolla – androceo – gineceo) e pentameri (i verticilli del perianzio hanno più o meno 5 elementi ognuno).
- Formula fiorale:[5]

X, K (5), [C (2+3), A 2+2 o 2] G (2/supero), capsula
- Il calice, gamosepalo, è formato da 3 - 5 lobi più o meno uguali (calice attinomorfo). La forma dei lobi varia da lineare (quasi lacinie) a triangolare.

- La corolla, gamopetala, è tubolare (spesso con forme a imbuto o cilindriche) e termina con due labbra (corolla zigomorfa del tipo bilabiato). Il tubo a volte è eccezionalmente espanso nella parte distale e i lobi sono patenti. In Hoverdenia la corolla è crateriforme. Normalmente il labbro inferiore è formato da 3 lobi, quello superiore ha 2 lobi più o meno marcati; in altre specie (Carlowrightia e Chlamydocardia) le labbra sono poco evidenti (corolle quadrilatere per la fusione dei due lobi superiori). In genere le corolla non sono resupinate; in Clinacanthus sono resupinate putativamente.[7] I colori sono rosso-arancio, giallo, verdastro, blu (pallido o brillante) o viola.

- L'androceo è formato da due stami (in Chalarothyrsus gli stami sono quattro), adnati alla corolla, sporgenti e vicini al labbro superiore (mentre le antere si aprono verso il labbro inferiore). Le antere sono biloculari, ossia con due teche glabre, parallele o leggermente oblique; in Clinacanthus le antere sono monoteche. Le inserzioni delle teche sono perpendicolare ai filamenti. In Chlamydocardia le due teche sono di dimensioni diverse, ma alla stessa altezza e senza appendici.[9] In Chorisochora gli stami sono posizionati più o meno equidistanti tra le labbra superiori e inferiori.[10] In Carlowrightia e Henrya all'antesi gli stami sono adiacenti al labbro inferiore della corolla. In Mexacanthus i filamenti sono posizionati tra le labbra superiori e inferiori e le antere si aprono l'una verso l'altra. In Mirandea i filamenti sono ritorti. Il polline in Angkalanthus, Ecbolium e Clinacanthus (e in altri generi) è 3-colpoporato/6-pseudocolpato (in Clinacanthus raramente può essere 4-colpoporato/8-pseudocolpato) con forme sferoidali ed esina reticolata. In Mexacanthus è 2-colpoporato/4-pseudocolpato. In altri generi ha delle forme prolate o subprolate e una struttura tricolpoporata (Megalochlamys).[11] È presente un disco nettarifero a forma anulare. Non sono presenti staminoidi e in genere le antere non sono spronate.

- Il gineceo è formato da un ovario supero bicarpellare (a due carpelli connati - ovario sincarpico) e quindi biloculare. La placentazione in generale è assile. Ogni loggia può contenere 2 ovuli. Gli ovuli possono essere anatropi o campilotropi con un solo tegumento e sono inoltre tenuinucellati (con la nocella, stadio primordiale dell'ovulo, ridotta a poche cellule).[12] Lo stilo è uno con un solo stigma leggermente bilobo.

### Frutti
I frutti sono delle capsule con forme da obovate a compresse-ovoidi. Ogni capsula contiene 4 (raramente 2) semi. I semi sono glabri, discoidi con forme ellittiche, con apice arrotondato e base obliqua. La deiscenza dei frutti è elastica (derivata dalla particolare placentazione dell'ovario). Il funicolo è persistente (il retinacolo è uncinato). L'endosperma è scarso o assente.

## Biologia
Le specie di questo raggruppamento si riproducono prevalentemente per impollinazione tramite insetti quali api, vespe, falene e farfalle (impollinazione entomogama), ma anche tramite uccelli quali colibrì (impollinazione ornitogama).
La dispersione dei semi avviene inizialmente a causa del vento (dispersione anemocora); una volta caduti a terra sono dispersi soprattutto da insetti tipo formiche (mirmecoria). Sono possibili anche dispersioni tramite altri animali (dispersione zoocora).

## Distribuzione e habitat
La distribuzione delle specie di questo gruppo è relativa soprattutto alle zone tropicali e subtropicali dell'America (il 70% del gruppo) e in parte dell'Africa e Asia.
| Genere         | Distribuzione                                                      |
| -------------- | ------------------------------------------------------------------ |
| Ancistranthus  | Cuba                                                               |
| Angkalanthus   | Socotra e Transvaal                                                |
| Anisacanthus   | USA meridionali e Messico                                          |
| Aphanosperma   | Messico                                                            |
| Carlowrightia  | USA meridionali, Messico e America centrale                        |
| Cephalophis    | Kenya e Mozambico                                                  |
| Chalarothyrsus | Messico                                                            |
| Chlamydocardia | Africa tropicale-occidentale                                       |
| Chorisochora   | Sudafrica e Yemen (Socotra)                                        |
| Clinacanthus   | Dalla Cina (meridionale) alla Malaysia                             |
| Ecbolium       | Africa (tropicale), Madagascar, Socotra e India                    |
| Fittonia       | Perù                                                               |
| Gypsacanthus   | Messico                                                            |
| Henrya         | America centrale                                                   |
| Hoverdenia     | Messico                                                            |
| Kudoacanthus   | Taiwan                                                             |
| Megalochlamys  | Africa sud-occidentale                                             |
| Leptostachya   | subcontinente indiano, Cina meridionale, sud-est asiatico e Borneo |
| Mexacanthus    | Messico                                                            |
| Mirandea       | Messico                                                            |
| Pachystachys   | America tropicale                                                  |
| Populina       | Madagascar                                                         |
| Schaueria      | Brasile                                                            |
| Tetramerium    | America centrale                                                   |
| Thyrsacanthus  | Sud America                                                        |
| Trichaulax     | Africa orientale                                                   |
| Yeatesia       | USA e Messico                                                      |

## Tassonomia
La famiglia Acanthaceae comprende 208 generi con oltre 4.500 specie.  Dal punto di vista tassonomico la famiglia è suddivisa in 4 sottofamiglie; la sottotribù Tetrameriinae appartiene alla sottofamiglia Acanthoideae (tribù Justicieae) caratterizzata soprattutto dalla presenza di cistoliti nelle foglie.

### Generi
Questa sottotribù comprende 27 generi con circa 170 specie:
- Ancistranthus Lindau, 1900 (1 sp.)
- Angkalanthus Balf.f., 1883 (1 sp.)
- Anisacanthus Nees, 1842 (11 spp.)
- Aphanosperma T.F.Daniel, 1988 (1 sp.)
- Carlowrightia A.Gray, 1878 (21 spp.)
- Cephalophis Vollesen, 2010 (1 sp.)
- Chalarothyrsus Lindau, 1904 (1 sp.)
- Chlamydocardia Lindau, 1894 (2 spp.)
- Chorisochora Vollesen, 1994 (4 spp.)
- Clinacanthus Nees, 1847 (3 spp.)
- Ecbolium Kurz, 1871 (22 spp.)
- Fittonia Coem., 1865 (2 spp.)
- Gypsacanthus E.J.Lott, V.Jaram. & Rzed, 1986 (1 sp.)
- Henrya Nees, 1846 (3 spp.)
- Hoverdenia Nees, 1847 (1 sp.)
- Kudoacanthus Hosok., 1933 (1 sp.)
- Leptostachya Nees, 1832 (1 sp.)
- Megalochlamys Lindau, 1899 (10 spp.)
- Mexacanthus T.F.Daniel, 1981 (1 sp.)
- Mirandea Rzed., 1959 (6 spp.)
- Pachystachys Nees, 1847 (18 spp.)
- Populina Baill., 1891 (2 spp.)
- Schaueria Nees, 1839 (15 spp.)
- Tetramerium Nees, 1846 (31 spp.)
- Thyrsacanthus Moric., 1847 (7 spp.)
- Trichaulax Vollesen, 1992 (1 sp.)
- Yeatesia Small, 1896 (3 spp.)

### Filogenesi

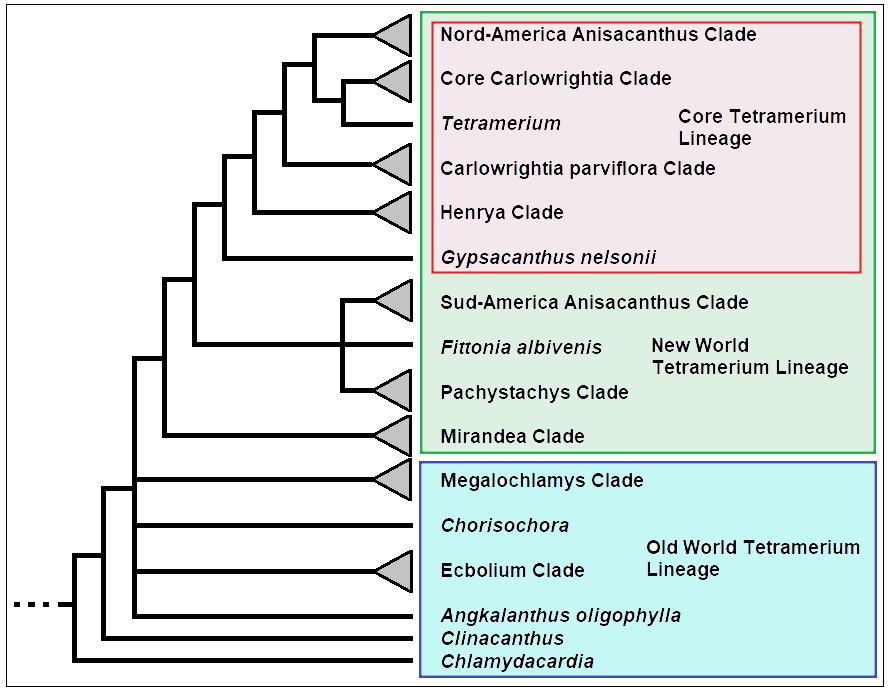
Cladogramma del gruppo

La sottotribù forma un clade monofiletico e all'interno della tribù Justicieae occupa una posizione abbastanza centrale e risulta "gruppo fratello" dell'insieme dei tre cladi "New World justicioids", "Old World justicioids" e "Diclipterinae". Tutti questi gruppi appartengono al  "Cystolith Clade" all'interno del più grande "Retinaculate Clade" (= sottofamiglia Acanthoideae).
Per questo gruppo non sono state riconosciute delle precise sinapomorfie morfologiche; tuttavia a livelli più inclusivi possiamo trovare alcuni tratti comuni come:
- polline 3-colpoporato / 6-pseudocolpato;
- parte esterna dell'esina bireticolata;
- androceo a due stami;
- assenza di staminoidi;
- fiori noto-sternotribici;
- lobo centrale inferiore della corolla modificato a forma di una chiglia.

All'interno del lignaggio i generi del Vecchio Mondo Chlamydacardia e Clinacanthus risultano "gruppo fratello" al resto dei membri e insieme ad alcuni cladi del Vecchio Mondo formano la parte più "basale" del "Tetramerium lineage". Il resto dei generi compongono il "New World Tetramerium Lineage" (lignaggio del Nuovo Mondo) formato a sua volta da diversi cladi la cui distribuzione è relativa al Nord America, America Centrale e Sud America. La parte più recente del  "Tetramerium lineage", da un punto di vista evolutivo, è formata dal "Core Tetramerium Lineage".

#### Old World Tetramerium Lineage
Il gruppo "Old World Tetramerium Lineage" (lignaggio del Vecchio Mondo) si compone (oltre ai due generi "basali" Chlamydacardia e Clinacanthus) di due cladi "Ecbolium Clade" e "Megalochlamys Clade" insieme al genere isolato Chorisochora e la singola specie Angkalanthus oligophylla entrambe dell'Africa orientale. I cladi di questo gruppo sono:
- Chlamydacardia: è il clade più basale di tutto il gruppo e si compone secondo i vari Autori di 2 - 4 specie distribuite in Africa tropicale. Possibili sinapomorfie per questo genere sono: grandi brattee con forme da spatolate a ampiamente obovate, polline di tipo 6-colpoporato e mesocolpia (nel polline è l'area delimitata da due colpi adiacenti) ricoperta da creste ondulate e papille.[18]
- Clinacanthus: è l'unico clade asiatico del "Tetramerium lineage". Il polline è 3-colpoporate / 6-pseudocolpato (raramente con alcuni grani 4-colpoporati e 8-pseudocolpati), mentre l'esina è bireticolata. Altro carattere, in disaccordo con il resto del gruppo, sono le antere monoteche; inoltre i fiori sono resupinati putativamente a causa di una forte genicolazione (piegatura) del tubo della corolla.[19]
- Ecbolium Clade: questo clade fortemente supportato è formato dal genere Ecbolium che risulta essere parafiletico in quanto al suo interno è nidificata la specie del Madagascar Populina richardii (dalla posizione ancora incerta). La distribuzione delle specie di questo clade è relativa all'Africa tropicale/meridionale, al Madagascar, all'Arabia meridionale e all'Asia sia meridionale che sud-orientale. Caratteri morfologici sono i fiori sono le infiorescenze strobilate con brattee caduche, corolle con tubo allungato e cilindrico e labbra superiori ridotte e incurvate (funzionalità probabilmente associate a particolari tipi di impollinatori). Altri caratteri (probabilmente simplesiomorfici) sono: i fiori di tipo nototribico (gli stami sono posizionati in prossimità del labbro superiore della corolla, mentre le antere si aprono verso il labbro inferiore), il polline di tipo 3-colpoporato/6-pseudocolpato e l'esina è bireticolata.[20]
- Angkalanthus oligophylla: questa specie si distingue per le infiorescenze pendule e le corolle rosso-arancio. Altri tratti, simplesiomorfici, sono gli stami vicini al labbro superiore, il polline 3-colpoporato/6-pseudocolpato; oppure possibili omoplasie come i fiori pedicelati condivisi le specie di Chorisochora, o le antere perpendicolari ai filamenti, portamento condiviso con le specie di Megalochlamys e Trichaulax.[21]
- Chorisochora: le piante di questo genere si distinguono per i fiori pedicellati e gli stami posizionati più o meno equidistanti tra le labbra superiori e inferiori della corolla.[10]
- Megalochlamys Clade: questo clade è formato dai generi Megalochlamys e la specie Trichaulax mwasumbii (entrambi a distribuzione africana) e una pianta del Madagascar non meglio identificata. Le diverse specie di Megalochlamys si basano sulle differenze nella decorazione delle sementi.[10]

#### New World Tetramerium Lineage
Questo clade, fortemente sostenuto, è formato oltre che dal "Core Tetramerium Lineage" da tre cladi "basali": "Clade Mirandea", "Clade Pachystachys" e "Clade Anisacanthus". Tutti questi cladi sono fortemente monofiletici. Gli ultimi due sono collegati da un progenitore comune e sono "gruppo fratello" del resto delle piante del Nuovo Mondo ("Core Tetramerium Lineage"), la linea principale del "Tetramerium Lineage". Tutte le specie di questo gruppo presentano fiori nototribici (per la particolare morfologia del sistema d'impollinazione, il polline si deposita sulla parte posteriore dell’insetto); polline di tipo 3-colpoporate/6-pseudocolpato; esina bireticolata (tutti questi caratteri simplesiomorfici). In posizione politotomica (ancora incerta) con i cladi Pachystachys Clade e Sud-America Anisacanthus Clade si trova la specie isolata del Perù Fittonia albivenis. I cladi di questo gruppo sono:
- Mirandea Clade: questo clade (eterogeneo nella morfologia della corolla) è formato dai generi Mirandea (alcune specie), Yeatesia e dalle specie Justicia medranoi e Hoverdenia speciosa. Il clade è giustificato, oltre che dalle analisi filogenetiche del DNA, anche da una palinologia coerente (l'esina tra le aperture non è bireticolata). La distribuzione delle specie di questo clade è nordamericana. I generi Mirandea e Yeatesia sono parafiletici. Inoltre il posizionamento delle specie del genere Yeatesia (Y. viridiflora e Y. platystegia) in questo clade non è molto ben supportato.[22][23]
- Pachystachys Clade: i generi di questo clade sono Schaueria, Pachystachys e Streblacanthus. La distribuzione delle specie di questo clade è prevalentemente sud-americano. Schaueria e Streblacanthus sono generi parafiletici. Come per gli altri cladi del lignaggio del "NW Tetramerium", questo gruppo include specie la cui morfologia della corolla è apparentemente adattata ad essere visitata da impollinatori diversi. Sulla base della forma e dimensione delle corolle, si ipotizziamo che i fiori del genere Schaueria siano impollinati da colibrì mentre quelli del genere Streblacanthus sono probabilmente adattati per i lepidotteri.[24]
- Sud-America Anisacanthus Clade: i generi di questo clade sono Anisacanthus (con le specie A. boliviensis e A. brasiliensis) e le specie Yeatesia mabryi, Mirandea hyssopus e Justicia gonzalezii. La distribuzione delle specie di questo clade è prevalentemente sud-americano. Il genere Anisacanthus e parafiletico. Le forme floreali vistosamente differenti tra i componenti di questo clade riflettono la specializzazione per l'impollinazione da parte di colibrì (J. gonzalezii e le due specie di Anisacanthus), lepidotteri (Y. mabryi) e api/mosche (M. hyssopus).[25]

#### Core Tetramerium Lineage
In questo gruppo del centro e nord America sono presenti 5 cladi, tutti fortemente monofiletici. I cladi "Core Carlowrightia Clade" e "Tetramerium" sono "gruppo fratello" e insieme al "Nordamerica Anisacanthus Clade" formano la parte filogeneticamente più recente di tutto il gruppo "Tetramerium Lineage". In posizione "basale" (ma ancora incerta) a questo clade si trova isolata la specie Gypsacanthus nelsonii. Possibili sinapomorfie per questo gruppo sono fiori di tipo sternotribici (durante l’impollinazione tutto il polline aderisce alla parte ventrale del corpo dell’insetto pronubo) e il lobo centrale inferiore della corolla modificato a forma di una chiglia. Nelle specie Gypsacanthus nelsonii e Mexacanthus nelsonii i fiori sono ulteriormente modificati in quanto i filamenti sono posizionati tra le labbra superiori e inferiori e con le antere che si aprono l'una verso l'altra (fiori pleurotribici). I cladi di questo gruppo sono:
- Henrya Clade:  i generi di questo clade, "basale" per il gruppo, sono Henrya e le specie Aphanosperma sinaloensis, Carlowrightia myriantha e Chalarothyrsus amplexicaulis. Tutte le specie di questo clade sono limitate più o meno al Messico. Caratteri morfologici sono i semi permanentemente trattenuti nelle capsule, corolle bianche o giallastre con guide colorate per il nettare sul labbro superiore. Gli impollinatori sono insetti (api e mosche). Si differenzia la specie Chalarothyrsus amplexicaulis con le sue corolle rosse a imbuto e stami funzionalmente adatti per l'impollinazione dei colibrì.[26]
- Carlowrightia parviflora Clade: i generi di questo clade sono Carlowrightia (con la specie C. parviflora) e la specie Anisacanthus tetracaulis. Il genere Carlowrightia e parafiletico. Anche questo clade comprende piante con grandi corolle rosse adattate per l'impollinazione dei colibrì (A. tetracaulis) e un gruppo di specie con corolle più piccole colorate da blu a porpora (fino a biancastro) adattate per l'impollinazione di insetti di piccole e medie dimensioni.[27]
- Nordamerica Anisacanthus Clade: in questo clade si trovano alcune specie del genere Anisacanthus e la specie Mexacanthus mcvaughii. Tutte le specie di questo gruppo sono impollinate da colibrì. Una possibile sinapomorfia per il clade è un'ostruzione trasversale alla bocca del tubo della corolla sopra il nettario per cui gli impollinatori devono spingere lo stilo verso il basso in una fessura nella barriera per accedere al nettare.[28]
- Tetramerium: in questo clade sono comprese solamente le specie del genere Tetramerium.  Il genere Tetramerium, fortemente monofiletico, è "gruppo fratello" con il clade "Core Carlowrightia". Entrambi i cladi hanno il lobo centrale del labbro inferiore della corolla carenato (piegato a formare una chiglia a forma di "u" o "v"). Questa struttura durante l'antesi racchiude gli stami e lo stilo e potrebbe essere una possibile sinapomorfia per entrambi i cladi.[29]
- Core Carlowrightia Clade: in questo clade si trova la maggior parte delle specie del genere Carlowrightia che attualmente non è monofiletico. le specie di questo clade sono caratterizzate da una distribuzione largamente simpatrica e la capacità di ibridarsi sia in natura che in condizioni artificiali.[30]

Il cladogramma a lato tratto dallo studio citato e semplificato, mostra l'attuale conoscenza filogenetica del gruppo botanico di questa voce.

### Alcune specie

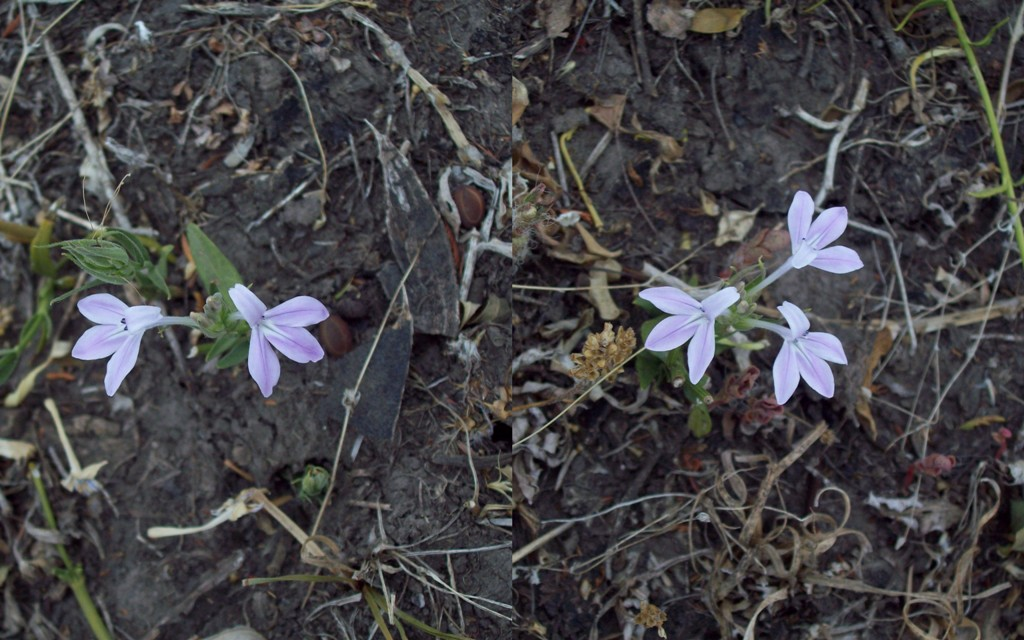
Carlowrightia sulcata
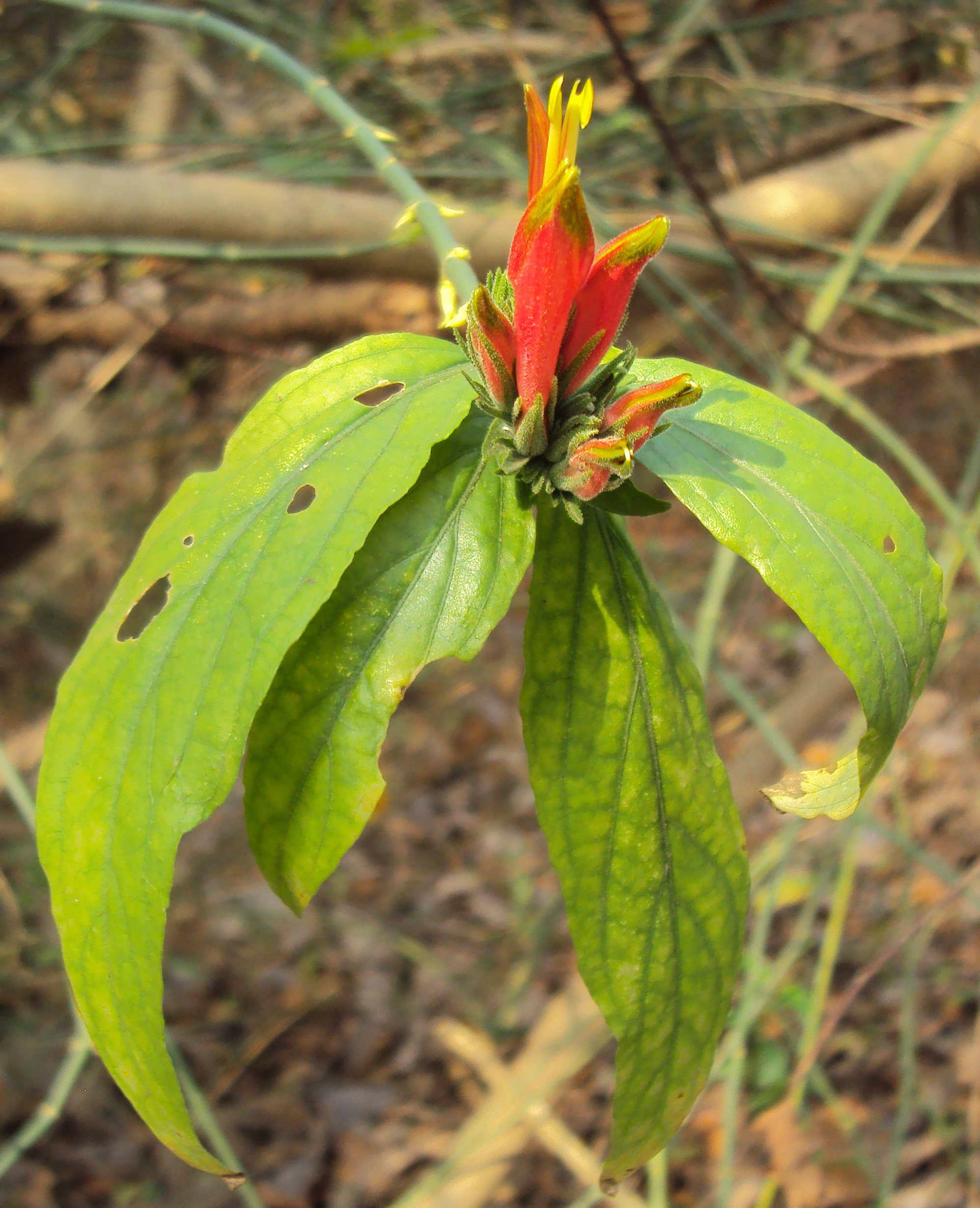
Clinacanthus siamensis
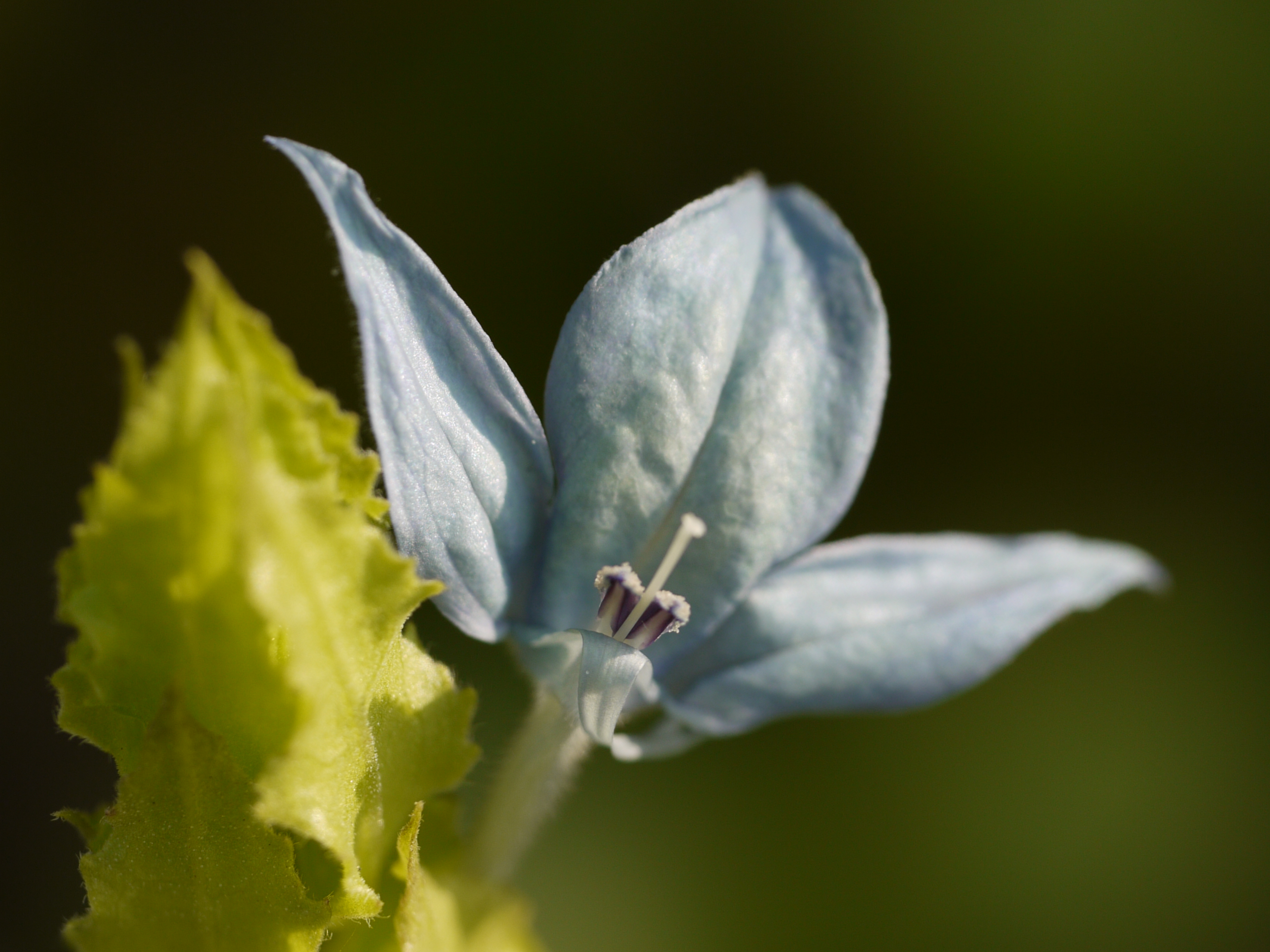
Ecbolium linneanum
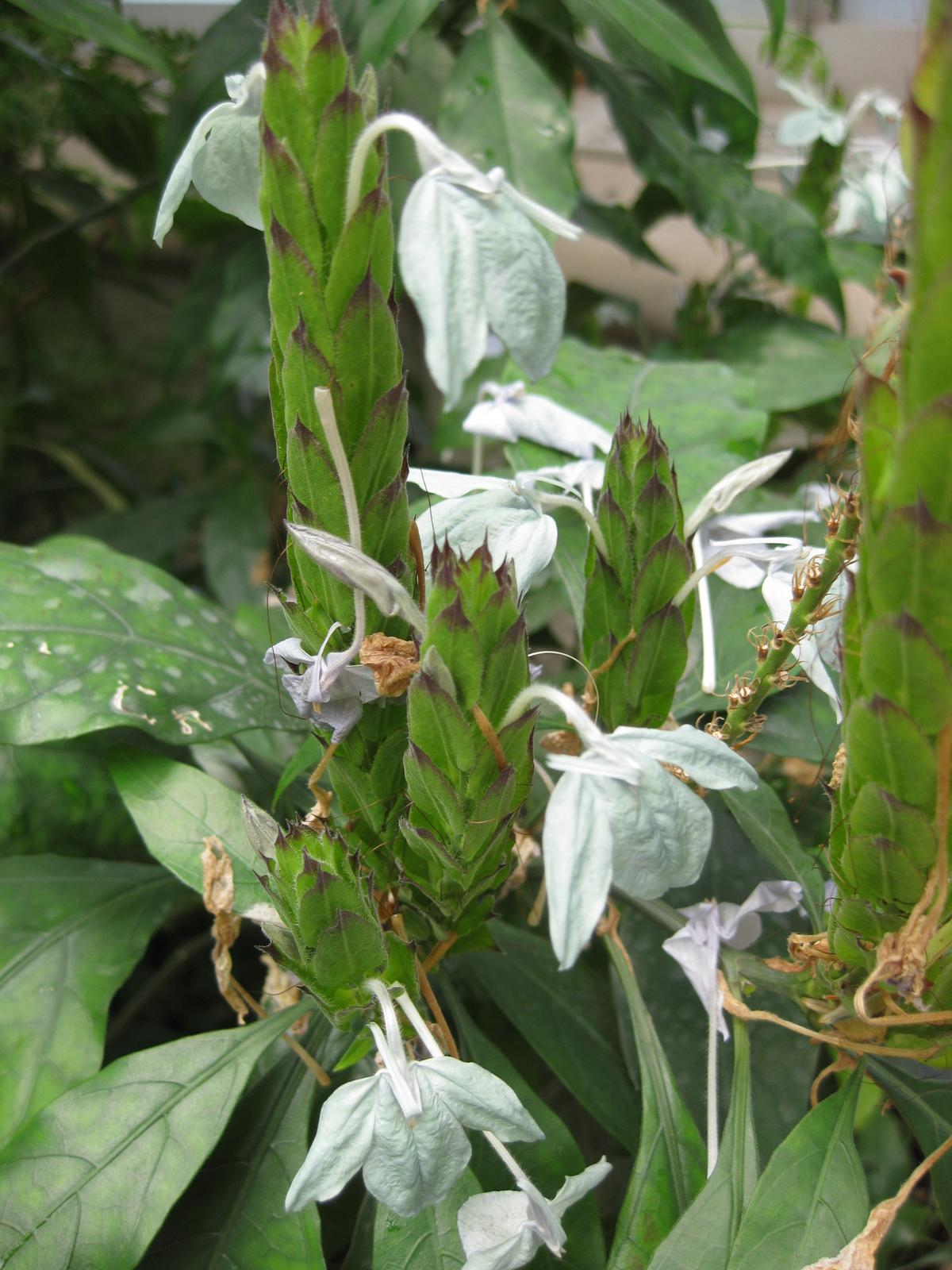
Ecbolium viride
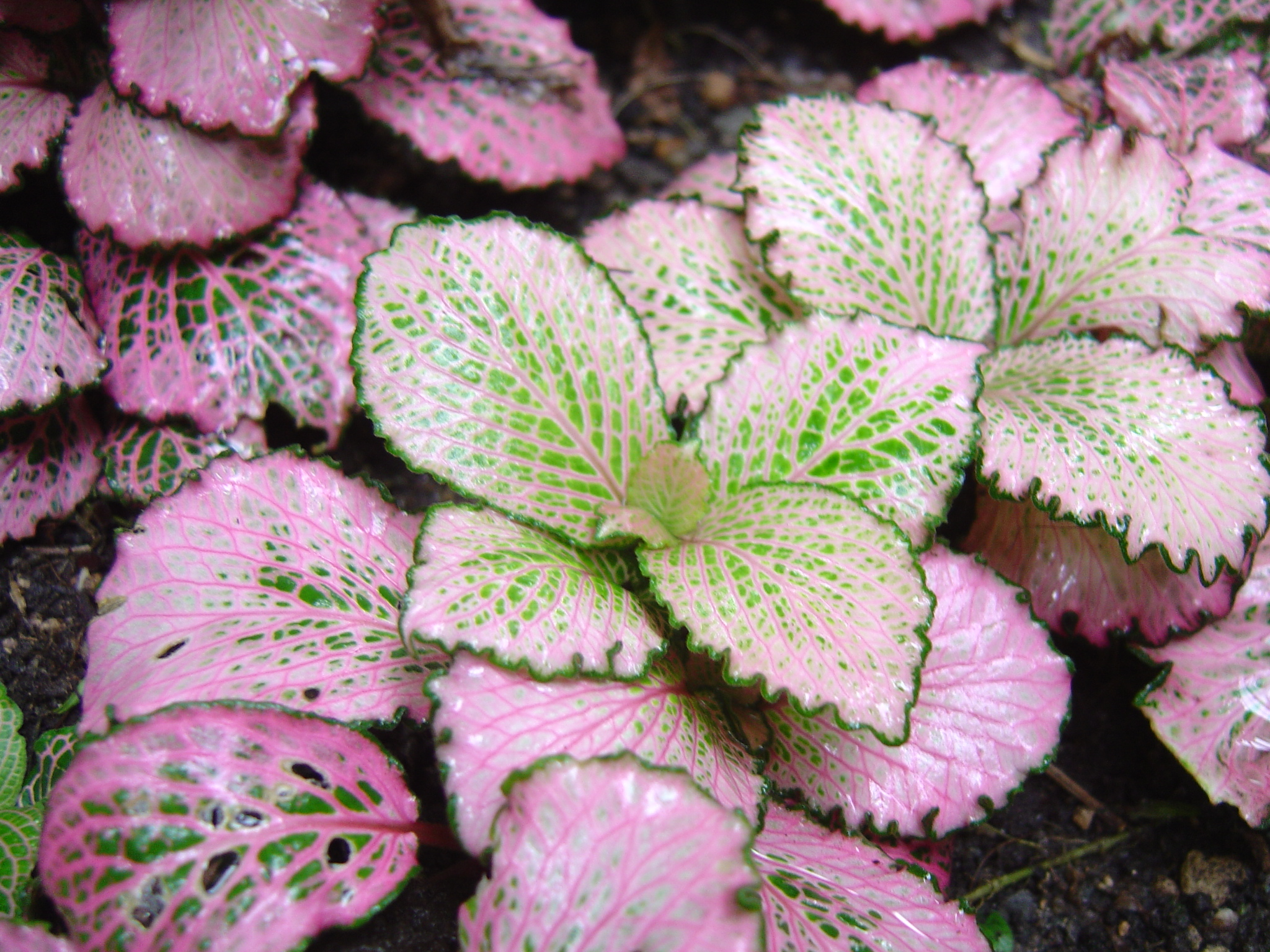
Fittonia albivenis
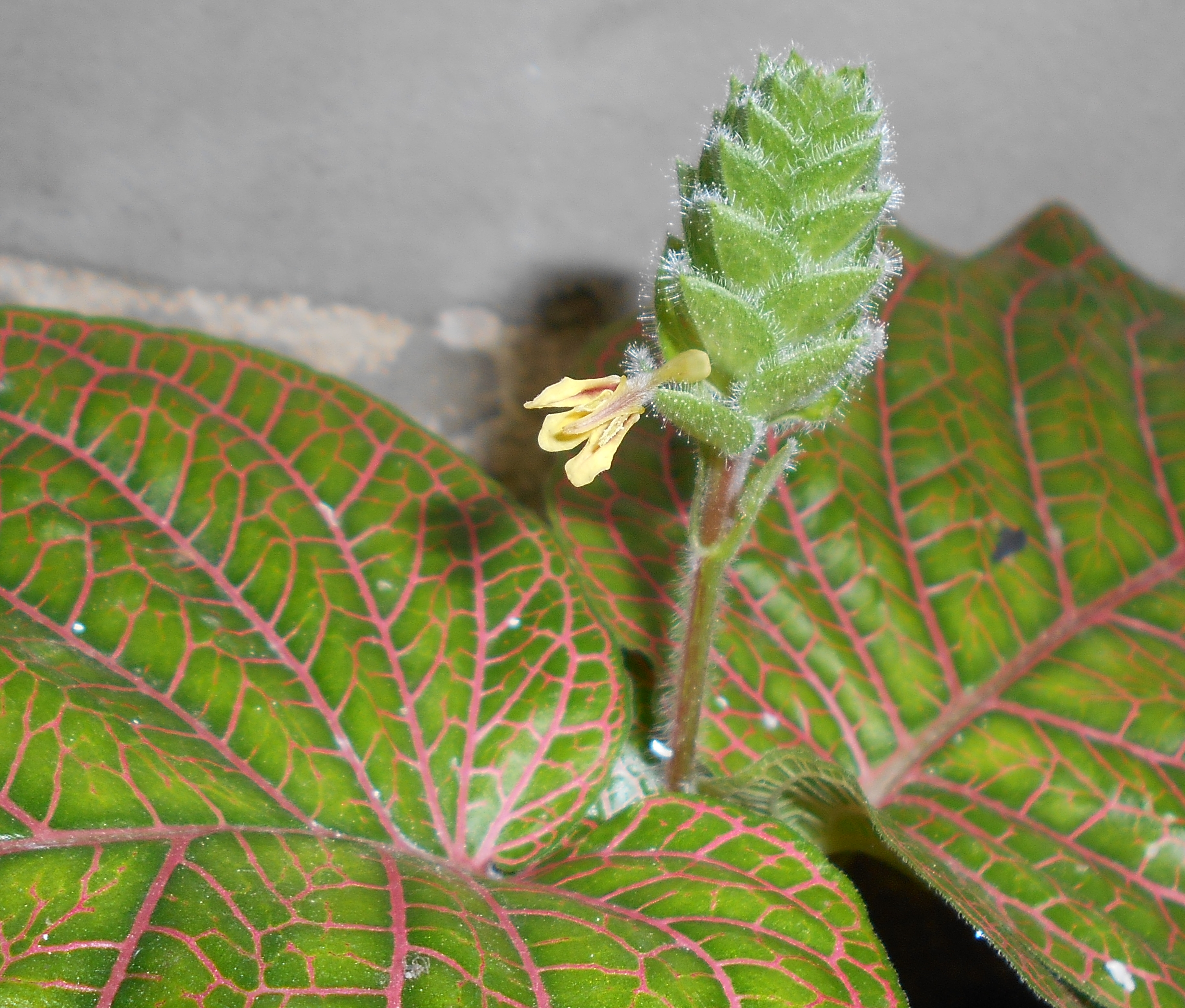
Fittonia gigantea
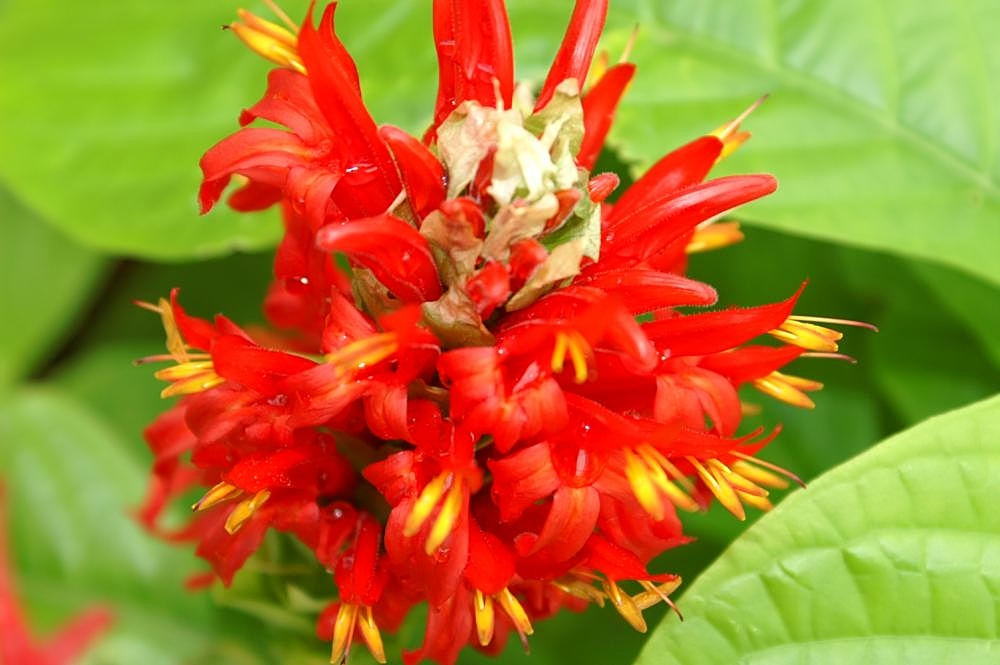
Pachystachys coccinea
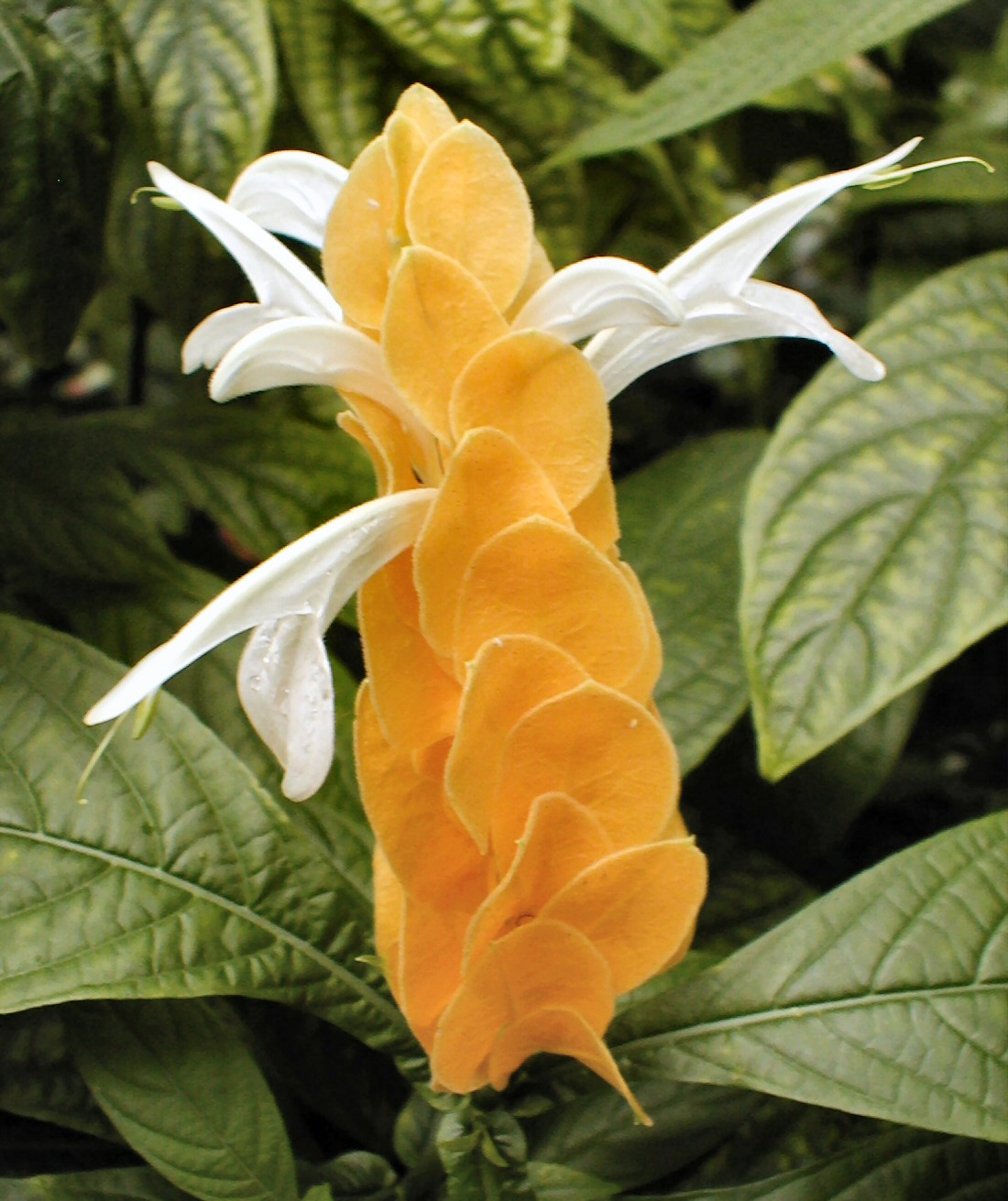
Pachystachys lutea
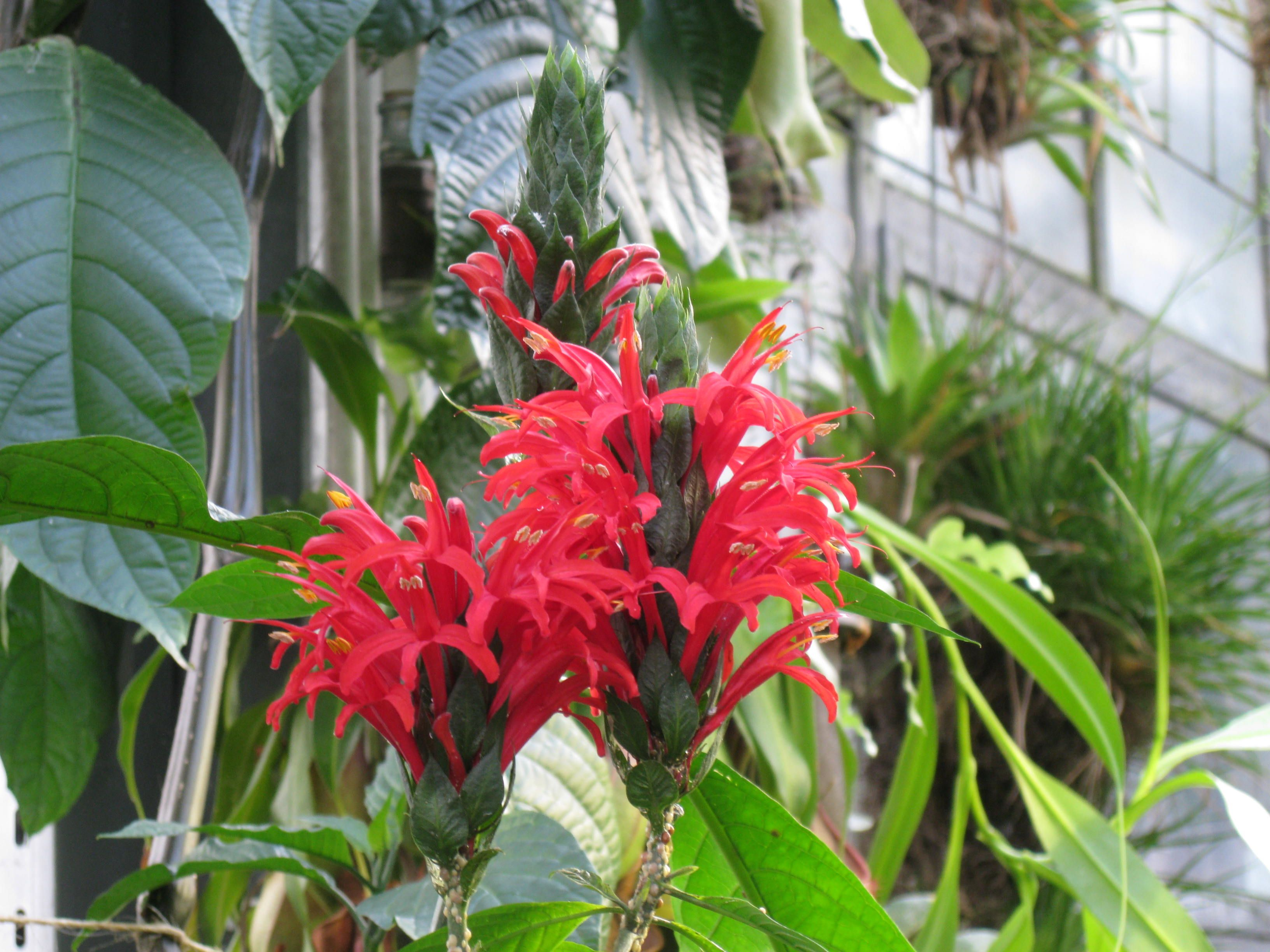
Pachystachys spicata
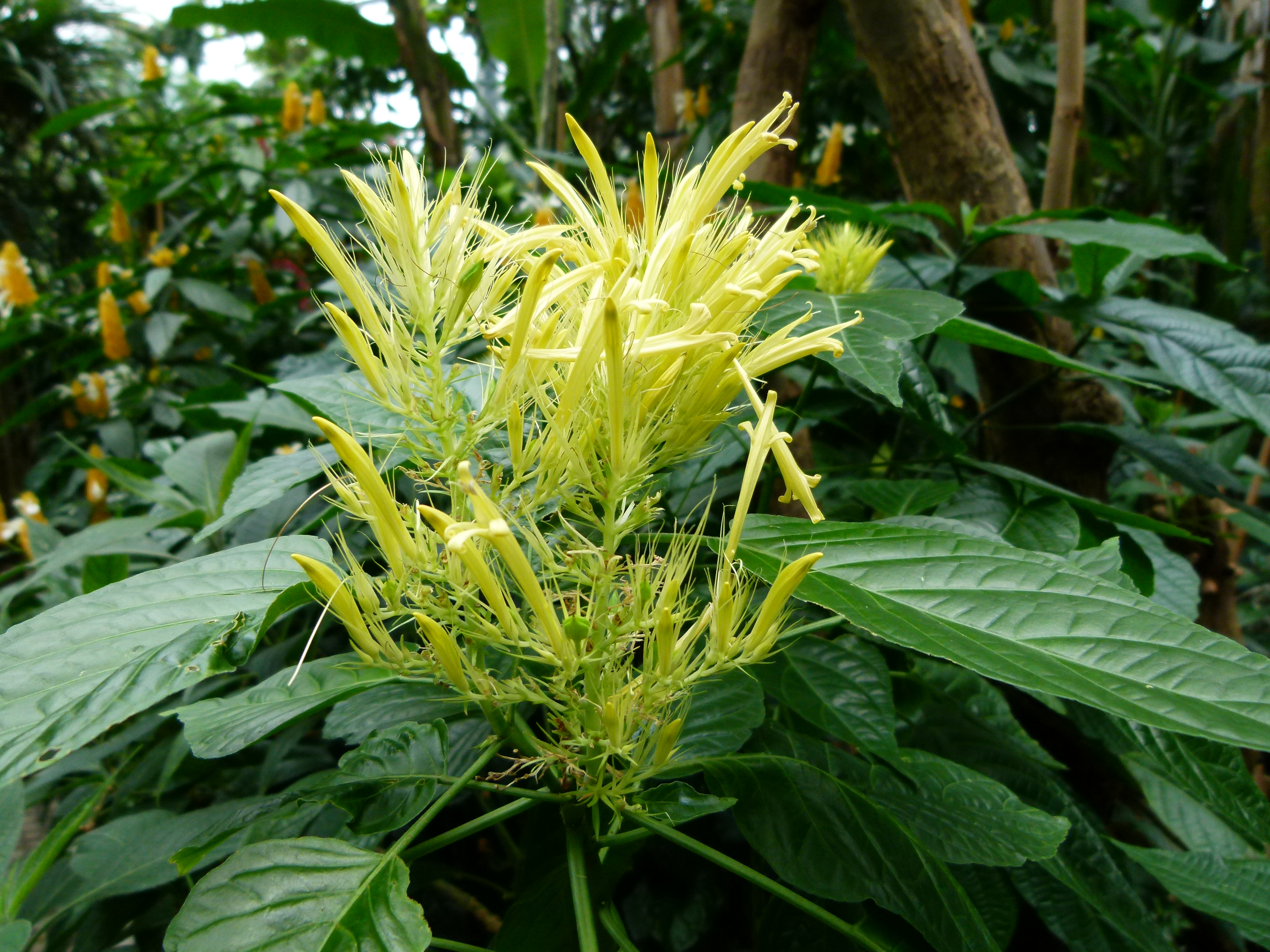
Schaueria calycotricha
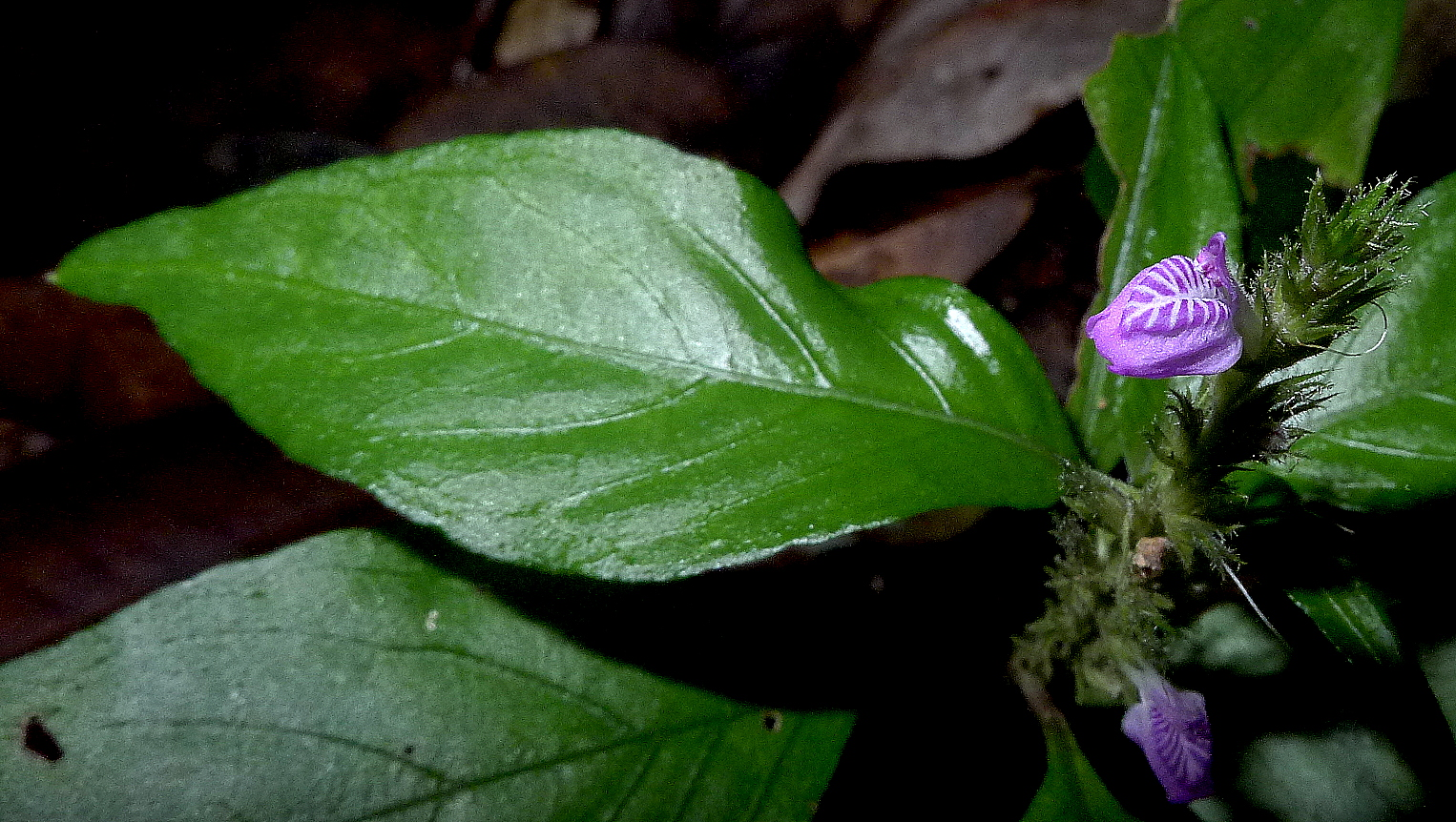
Schaueria hirsuta
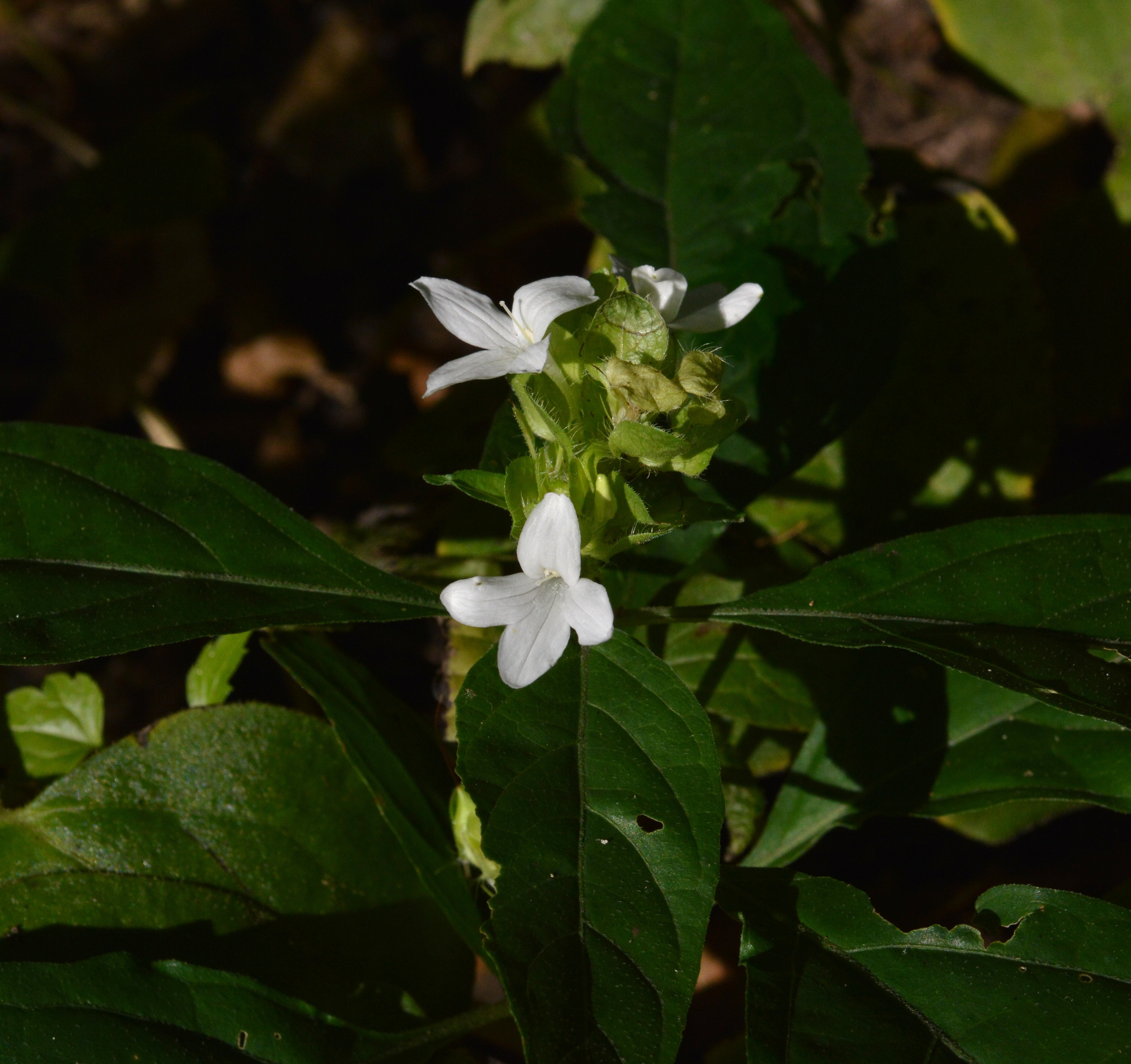
Yeatesia viridiflora